# John Linscom Boss
John Linscom Boss, Jr. (* 7. September 1780 in Charleston, South Carolina; † 1. August 1819 in Newport, Rhode Island) war ein US-amerikanischer Politiker. Zwischen 1815 und 1819 vertrat er den Bundesstaat Rhode Island im US-Repräsentantenhaus.

## Werdegang
Nach der Grundschule und einem Jurastudium sowie seiner Zulassung als Rechtsanwalt begann John Boss in Newport in seinem neuen Beruf zu arbeiten. Er nahm aktiv am Geschehen seiner Zeit teil und hatte einige lokale Ämter inne. Boss wurde Mitglied der Föderalistischen Partei und war von 1806 bis 1815 Abgeordneter im Repräsentantenhaus von Rhode Island.
Bei den Kongresswahlen des Jahres 1814 wurde Boss in das US-Repräsentantenhaus in Washington gewählt. Dort trat er am 4. März 1815 die Nachfolge von Richard Jackson an. Nach einer Wiederwahl im Jahr 1816 konnte er sein Mandat im Kongress bis zum 3. März 1819 ausüben. Dann fiel sein Sitz an Samuel Eddy von der Demokratisch-Republikanischen Partei. Boss starb bereits fünf Monate nach Ablauf seiner Amtszeit in seinem Wohnort Newport. Zusammen mit James Brown Mason, der zwischen 1815 und 1819 den zweiten Sitz des Staates im Repräsentantenhaus innehatte, war John Boss der letzte Kongressabgeordnete seiner Partei aus Rhode Island.